# Решетников, Максим Геннадьевич
Макси́м Генна́дьевич Реше́тников (род. 11 июля 1979, Пермь) — российский государственный деятель. Министр экономического развития Российской Федерации с 21 января 2020 года (и. о. 7—14 мая 2024).
Губернатор Пермского края с 18 сентября 2017 по 21 января 2020 года. Член Высшего совета политической партии «Единая Россия».
С 2022 года находится под персональными санкциями Евросоюза и ряда других стран в связи с вторжением России на Украину.

## Биография
Родился 11 июля 1979 года в Перми.

### Образование
Окончил физико-математическую школу-гимназию № 17. После школы поступил в Пермский государственный университет на кафедру экономической кибернетики. В 2000 году окончил университет по специальности «экономист-математик», а в 2002 году — по специальности «лингвист-переводчик». В 2003 году защитил диссертацию на соискание учёной степени кандидата экономических наук по теме «Управление экономикой региона на основе финансовых потоков: принципы и модели (на примере Пермской области)».

### Трудовая деятельность
- 1998—2002 — главный специалист, руководитель проектов в ЗАО «Прогноз»[9].
- 2000—2005 — начальник отдела планирования бюджетных доходов и расходов, начальник отдела региональных финансов и инвестиций, заместитель начальника главного управления экономики администрации Пермской области[10].
- 2005—2007 — первый заместитель председателя департамента планирования Пермской области, первый заместитель руководителя администрации губернатора Пермского края[9][10].
- 2007—2009 — заместитель директора департамента межбюджетных отношений, директор департамента мониторинга и оценки эффективности деятельности органов государственной власти субъектов РФ Министерства регионального развития России[9][10].
- 14 апреля — 12 октября 2009 — руководитель администрации губернатора Пермского края[9][10]. В этом же году включён в первую сотню кадрового резерва президента России Дмитрия Медведева[9][11].
- 2009—2010 — директор департамента государственного управления, регионального развития и местного самоуправления Аппарата правительства РФ[9], которым руководил Сергей Собянин.
- 2010—2011 — после назначения Собянина мэром Москвы переходит на работу в столичное правительство. Первый заместитель руководителя аппарата мэра и правительства Москвы[10].
- 2012—2017 — министр правительства Москвы, руководитель департамента экономической политики и развития города Москвы[10].

### Губернатор Пермского края

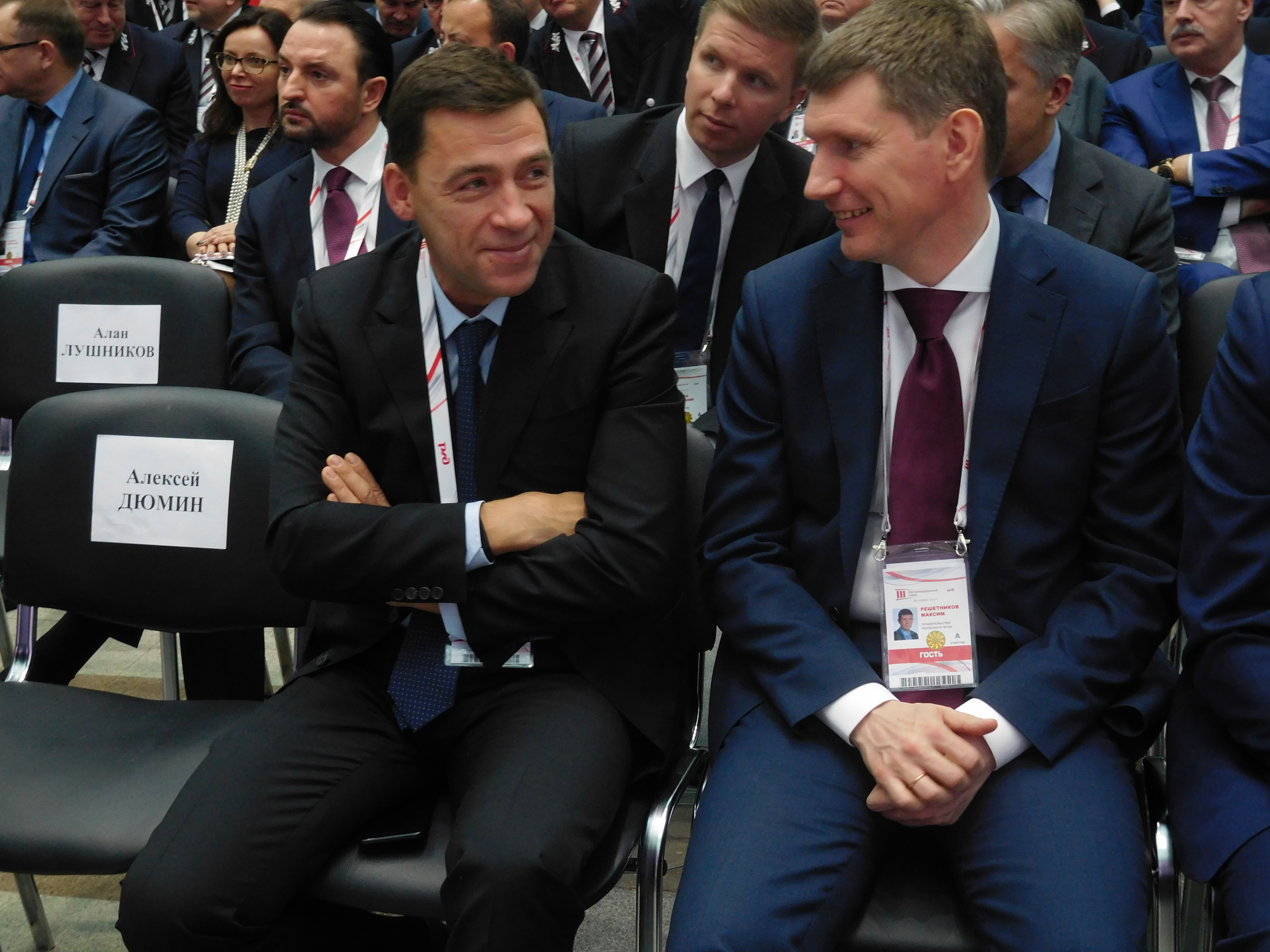
Евгений Куйвашев и Максим Решетников на Съезде железнодорожников, 29 ноября 2017

6 февраля 2017 года указом президента России Владимира Путина был назначен временно (до выборов) исполняющим обязанности губернатора Пермского края.
14 июня 2017 года стал официальным кандидатом на губернаторских выборах от партии «Единая Россия». 10 сентября одержал победу на выборах, набрав 82,06 % голосов избирателей. 18 сентября 2017 года вступил в должность губернатора Пермского края.
В декабре 2017 года вступил в партию «Единая Россия». 8 декабря 2018 года на основании решения, принятого делегатами XVIII съезда партии «Единая Россия», был введён в состав Высшего совета партии.
С 18 июля 2018 по 28 января 2019 — член президиума Государственного совета Российской Федерации.
За время губернаторства Решетникова в Пермском крае была проведена реформа по укрупнению муниципалитетов, анонсированы масштабные инфраструктурные проекты. С другой стороны недовольство пермяков вызывали планы губернатора ликвидировать железнодорожные пути между станциями Пермь-I и Пермь-II и заменить их скоростным трамваем, досрочная отмена ЕНВД, конфликт с Теодором Курентзисом и последующий его отъезд из Перми, новые правила размещения нестационарных торговых объектов. Были закрыты ценлый ряд заводов, пермский мясокомбинат, маргариновый завод, завод имени Шпагина, пермский троллейбус.

### В правительствах Мишустина

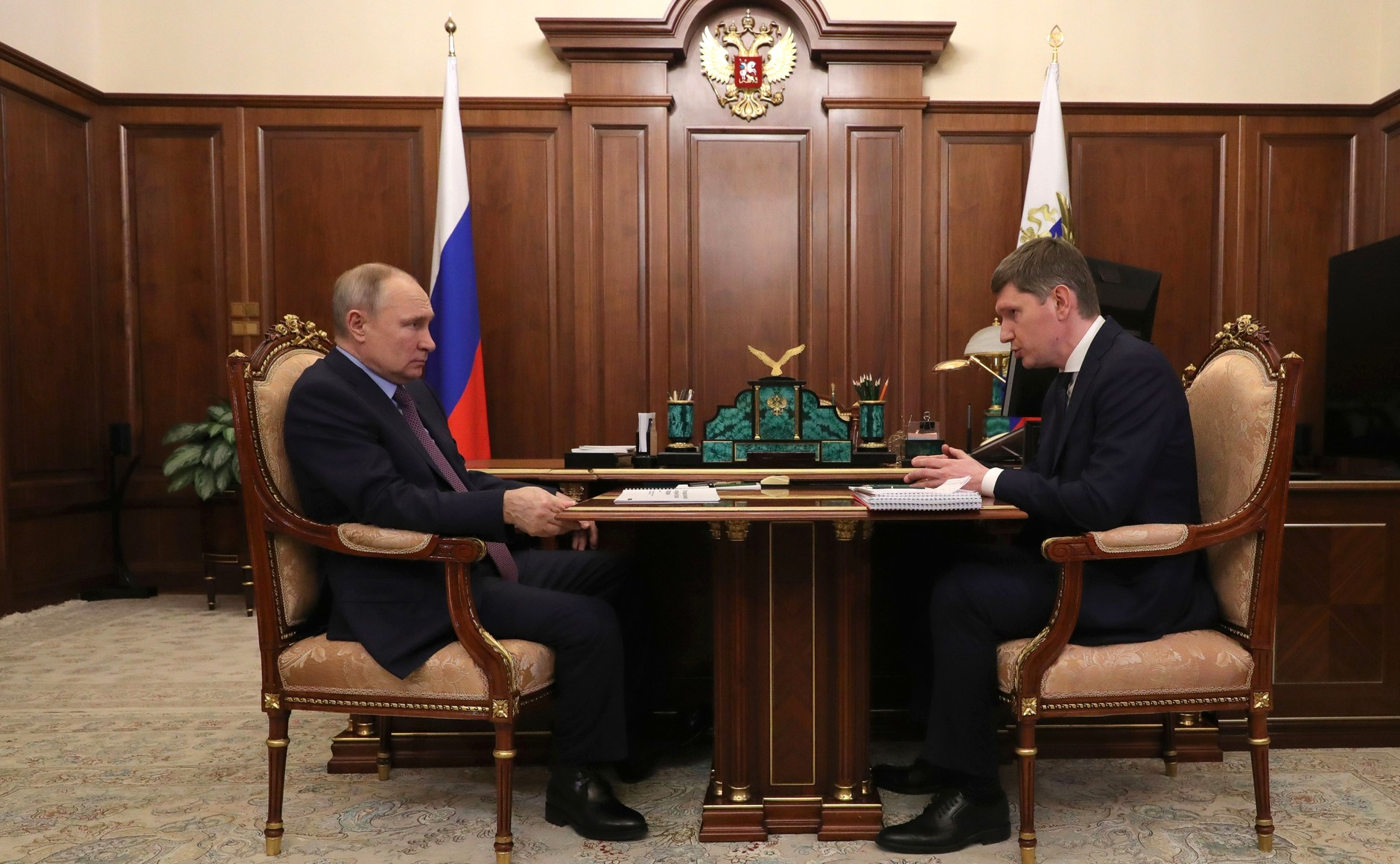
Рабочая встреча с Владимиром Путиным, 4 февраля 2021

21 января 2020 года указом президента России был назначен на должность министра экономического развития Российской Федерации; этим же указом была принята его отставка с должности губернатора Пермского края по собственному желанию.
Председатель совета директоров АО «Российская венчурная компания» (с марта 2020), совета директоров акционерного общества «Федеральная корпорация по развитию малого и среднего предпринимательства» (Корпорация МСП, с апреля 2020). Член совета директоров ОАО «Российские железные дороги» (с 2020 года), Почты России (с декабря 2020), член наблюдательных советов управляющей компании Российского фонда прямых инвестиций (с апреля 2020), ВТБ (с сентября 2020).
С 12 мая 2020 года — специальный представитель президента Российской Федерации по вопросам торгово-экономического сотрудничества с Японией.
С 29 марта 2021 года указом президента назначен управляющим от России Европейского банка реконструкции и развития (ЕБРР).
14 мая 2024 года указом президента России Владимира Путина назначен Министром экономического развития Российской Федерации во втором правительстве Михаила Мишустина.

### Дело фонда «Содействие — XXI век»

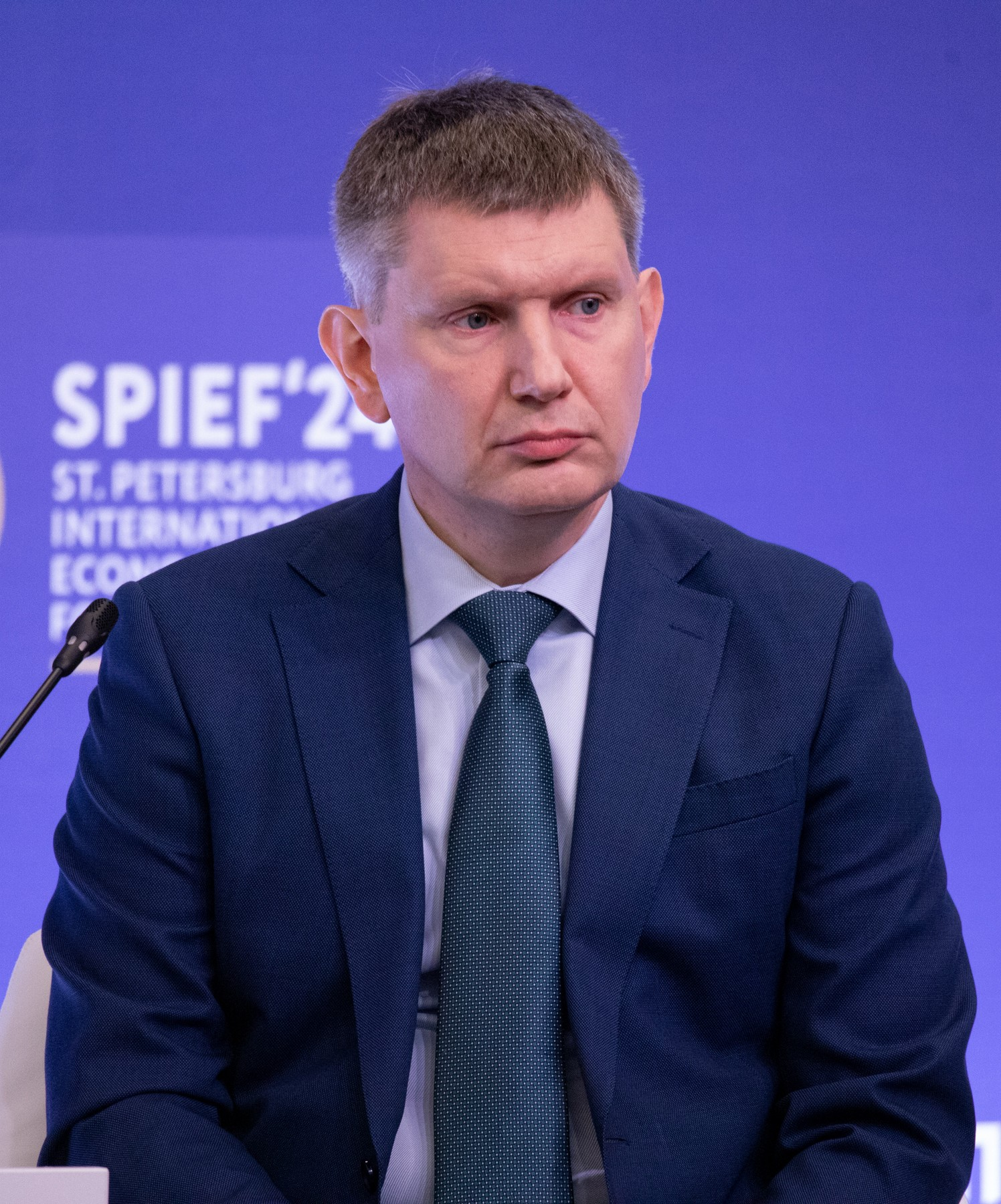
Максим Решетников на ПМЭФ 2024 года

С 2022 года Решетников проходит в качестве свидетеля со стороны гособвинения по уголовному делу о хищении 67,7 миллионов рублей, возбуждённому в отношении благотворительного фонда «Содействие — XXI век». По данным следственного комитета, фонд нарушал целевой характер расходования благотворительных средств и перечислял деньги на представительские цели правительства Пермского края. Допрошенные свидетели рассказали об оплаченных сувенирах для знакомых возглавлявшего правительство региона в 2017—2020 годы Максима Решетникова. Сам Решетников на допросе в декабре 2022 года отверг причастность к хищениям.
В июне 2023 года обвинения были предъявлены экс-руководителю фонда Елене Найдановой и бывшему вице-премьеру правительства Пермского края Елене Лопаевой. При этом первоначально гособвинение планировало допросить Решетникова в суде, однако в дальнейшем он так и не был вызван в суд.

## Санкции
В конце февраля 2022 года, после признания Россией самопровозглашённых ДНР и ЛНР, попал под санкции Евросоюза как лицо, «подрывающее территориальную целостность, суверенитет и независимость Украины». Евросоюз отмечал, что Решетников отвечает за программы развития инфраструктуры в Крыму и Севастополе.
14 марта 2022 года включён в санкционный список Канады «близких соратников режима» за «содействие и поддержку выбора президента Путина вторгнуться в мирную и суверенную страну». 2 июня 2023 года попал в санкционный список США против «элиты, оказывающей поддержку Путину». Ранее Решетников был внесён ФБК в список коррупционеров и разжигателей войны, с предложением введения против него международных санкций, так как он «финансировал агрессивную войну России против Украины или управлял финансами в интересах путинского режима».
По аналогичным основаниям, с 25 февраля 2022 года находится под санкциями Швейцарии, с 6 апреля — Австралии, с 3 мая — Новой Зеландии, с 9 мая — Великобритании. Указом президента Украины Владимира Зеленского от 9 июня 2022 года находится под санкциями Украины.

## Награды
- Медаль ордена «За заслуги перед Отечеством» II степени (2016)[39]
- Почётная грамота Правительства Российской Федерации[10]
- Благодарность Президента Российской Федерации
- Орден Дружбы[40]
- Медаль «За вклад в развитие Евразийского экономического союза» (2022)[41]
- Медаль «10 лет Евразийскому экономическому союзу» (2024)[42]
- Благодарность Правительства Российской Федерации (25 февраля 2025) — за большой вклад в подготовку Соглашения о свободной торговле услугами, учреждении, деятельности и осуществлении инвестиций

## Должности
- Министр экономического развития РФ.
- Заместитель Председателя Межправительственной Российско-Китайской комиссии по инвестиционному сотрудничеству.
- Сопредседатель Межправительственной Российско-Мьянманской комиссии по торгово-экономическому сотрудничеству.
- Сопредседатель Межправительственной Российско-Танзанийской комиссии по торгово-экономическому сотрудничеству.
- Сопредседатель межправительственного Российско-Сербского комитета по торговле, экономическому и научно-техническому сотрудничеству.
- Сопредседатель Подкомиссии по торгово-экономическому сотрудничеству Российско-Китайской комиссии по подготовке регулярных встреч глав правительств.

## Семья
Супруга Анна — выпускница Пермского государственного университета, сокурсница по филологическому факультету. Воспитывает троих детей: двух дочерей и сына.
Брат Дмитрий — сотрудник Пермского университета, старший преподаватель кафедры радиоэлектроники и защиты информации, работал директором сетевой образовательной программы ПГНИУ-МФТИ «Искусственный интеллект и большие данные», инженером и начальником отдела баз данных.

## Увлечения
Совмещает увлечение социальными сетями с рабочей деятельностью. Регулярно проводил прямые эфиры с ответами на поступающие от населения Пермского края вопросы в Instagram. Такая практика коммуникации с гражданами вызвала интерес у бывшего председателя Правительства РФ Дмитрия Медведева.